# Zwölfaxing
Zwölfaxing é um município da Áustria localizado no distrito de Wien-Umgebung, no estado da Baixa Áustria.